# Berliner HC
Berliner HC is een Duitse hockey- en tennisclub uit Berlijn, gelegen in de wijk Zehlendorf.
Zowel het heren als het damesteam komt uit in de Bundesliga. Het damesteam won verder in 1997 de Europacup I hockey voor dames.
dames:
- Europacup I hockey 1997
- Europacup II hockey 2008
- Europacup zaalhockey 1993, 2012, 2014

## Bekende (oud-)spelers

### Mannen
- Andreas Keller

### Vrouwen
- Anke Brockmann
- Natascha Keller